# Parachernes rasilis
Parachernes rasilis es una especie de arácnido  del orden Pseudoscorpionida de la familia Chernetidae.

## Distribución geográfica
Se encuentra en Texas (Estados Unidos).